# Jay C. Levinson

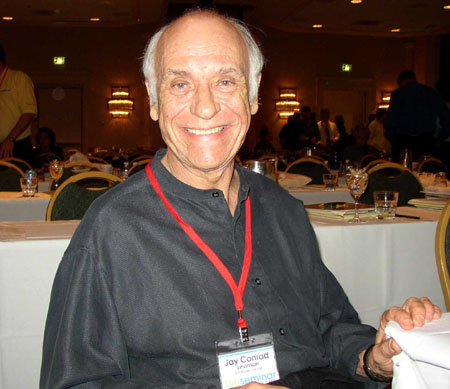
Jay C. Levinson 2006

Jay Conrad Levinson (* 1933 in Detroit; † 10. Oktober 2013) war ein US-amerikanischer Unternehmensberater und „geistiger Vater“ des Guerilla-Marketings.
Er war der Gründer der internationalen Guerilla Marketing Association, Coach und Fachbuchautor von vielen Büchern zum Thema Guerilla-Marketing, die in sehr vielen Sprachen erschienen sind. Sein erstes Buch erschien 1984 mit dem Titel Guerilla Marketing Handbuch, es wurde in 37 Sprachen übersetzt. Neben seinen Büchern war er als Unternehmensberater tätig. Vor der Gründung seines eigenen Unternehmens war er Vizepräsident bei J. Walter Thompson und Kreativdirektor bei mehreren Werbeagenturen wie Leo Burnett Advertising.
In Amerika befanden sich während der 1980er Jahre insbesondere kleinere Unternehmen in einer Unternehmenskrise. Jay Conrad Levinson hob, um diese Krise zu bekämpfen, die Grundidee des Guerilla-Marketings wieder aus der Taufe. Ihm ist zu verdanken, dass die Guerilla-Marketing-Strategie wieder zu größerer Popularität gelangte.